# 玄奘大学
玄奘大学（げんじょうだいがく、Hsuan Chuang University）は、台湾新竹市にある仏教系私立大学。

## 歴史
| 年     | 月日   | 事跡               |
| ------ | ------ | ------------------ |
| 1997年 | 6月1日 | 「玄奘大学」が開校 |

## 組織
| | |
| - 情報コミュニケーション学部 - 視覚コミュニケーションデザイン学科 - 図書館情報学科 - 新聞学科 - 大衆コミュニケーション学科 - 情報コミュニケーション大学院 - 管理学部 - 財務金融学科 - 販売流通管理学科 - 国際貿易学科 - 情報科学学科/大学院 - 企業管理学科/大学院 - 公共事務管理学科/大学院 | - 文理学部 - 史学科 - 応用数学科 - 宗教学科/大学院 - 中国文学科/大学院 - 外国文学系/大学院 - 社会科学部 - 社会福祉学科/大学院 - 応用心理学科/大学院 - 教育人材発展学科/大学院 - 教職養成センター - 法学部 - 法律学科/学士後法律履修コース/大学院 |